# Srpsko narodno vijeće
Srpsko narodno vijeće (srpski: Српско народно вијеће, engleski: Serb National Council), skraćeno SNV, izabrano je političko, savjetodavno i koordinacijsko tijelo sa sjedištem u Zagrebu koje djeluje kao samouprava Srba u Republici Hrvatskoj. Tijelo je posvećeno radu na zaštiti i afirmaciji ljudskih, građanskih i nacionalnih prava, politike očuvanja identiteta te na promociji aktivnog sudjelovanja i integracije Srba u hrvatsko društvo. Temeljne vrijednosti SNV-a su demokracija, razvijeno civilno društvo, tolerancija i multikulturalnost. SNV djeluje i kao nacionalna koordinacija lokalnih i regionalnih vijeća srpske nacionalne manjine u Hrvatskoj.
Tijelo je osnovano 1997. godine na inicijativu Saveza srpskih organizacija (SKD Prosvjeta, Srpski demokratski forum, Zajednica Srba Rijeke i Istre, Zajedničko vijeće općina). Zakonsko utemeljenje za osnivanje organizacije nastalo je činom potpisivanja Erdutskog sporazuma kojim je započeta mirna reintegracija hrvatskoga Podunavlja. SNV aktivno sudjeluje u radu Savjeta za nacionalne manjine, krovnog autonomnog tijela svih nacionalnih manjina.
SNV organizira značajnu izdavačku djelatnost koja uz prepoznatljivi tjednik Novosti i znanstveni časopis Tragovi uključuje i brojne druge pojedinačne i serije publikacija. Tijelo je 9. travnja 2005. donijelo odluku o usvajanju zastave srpske nacionalne manjine u Republici Hrvatskoj kojom se ovaj nacionalni simbol počeo službeno koristiti i izvan istočne Slavonije (gdje se koristi od 1997.) u cijeloj Hrvatskoj.

## Osnivanje i status
Temeljni dokument SNV-a, Statut, definira povijesno utemeljenje postojanja organizacije na pravnim izvorima koji su kroz prošlost potvrđivali pravo Srba na osobnu autonomiju pozivajući se posebice na A) odluke vladara iz 8 nabrojenih godina kao i dokument Rescriptum Declaratorium iz 1779. godine, B) zakonske članke iz 1790., 1848. i 1868. godine, C) carski ukaz od 10. kolovoza 1868. godine, D) Zakon od 14. svibnja 1887. godine i druge akte Sabora koji se odnose na prava Srba u Trojednoj Kraljevini, E) dokumente Narodnog vijeća SHS te D) dokumente Zemaljskog antifašističkog vijeća narodnog oslobođenja Hrvatske. Statut kao pravne osnove za rad SNV-a navodi članke 3., 14., 15. i 43. Ustava Republike Hrvatske, Ustavni zakon o pravima nacionalnih manjina kao i brojne nabrojene međunarodne instrumente za zaštitu ljudskih i manjinskih prava.

### Odluka Ustavnog suda o statusu krovne organizacije
Status SNV-a kao krovne organizacije srpske manjine u Hrvatskoj bio je predmet pravnog spora pred Ustavnim sudom Republike Hrvatske koji su protiv SNV-a pokrenuli Srpski demokratski forum i Socijalistička partija Hrvatske koji su odbijali obvezu da im SNV bude krovna odganizacija. Spor je bio motiviran promjenama Ustavnog zakona o pravima nacionalnih manjina iz 2010. godine koje su sadržavale odredbu „Srpsko narodno vijeće djeluje kao Koordinacija vijeća srpske nacionalne manjine za područje Republike Hrvatske i ima pravnu osobnost”. Tužitelji su osporili ovaj članak smatrajući da budući da ustavni zakon ne propisuje drugim manjinama nacionalne koordinacije već to ostavlja samoj zajednici, ova odredba dovodi Srbe u neravnopravan položaj prema drugim manjinama.
Ustavni sud tom je prilikom odbio SNV-u svojstvo pravne osobe s određenim javnim ovlaštenjima te istakao kako je vijeće po svom pravnom karakteru jedna od udruga. Prema tadašnjoj interpretaciji suda, priznanje pravne osobnosti javnog tijela dalo bi SNV-u dvostruki i međusobno suprotstavljeni subjektivitet od kojih status udruge jamči slobodu udruživanja dok za pravnu osobu javnog prava tog jamstva nema te ga se zakonom može čak i ograničavati. Kako Ustavni zakon o pravima nacionalnih manjina ipak predviđa mogućnost postojanja krovnih udruga nacionalnih manjina Ustavni je sud donio zaključak kako zakon SNV doživljava kao posebno istaknutu i glavnu udrugu građana srpske nacionalne manjine u Republici Hrvatskoj ali da mu to svojstvo ne dolazi na temelju propisa, nego samo na temelju slobodnog izraza demokratske volje ostalih pripadnika srpske nacionalne manjine u Republici Hrvatskoj.

## Povijest

### 1997. do 2000. godine
1999. godine SNV je započeo s objavljivanjem tjednika Novosti koji je kroz godine postao medij sa prepoznatljivim identitetom dostupan i u komercijalnoj prodaji na brojnim kioscima diljem zemlje.

### Od 2000. do ulaska Hrvatske u EU 2013. godine
5. siječnja 2004. godine hrvatski premijer Ivo Sanader bio je prvi premijer koji je bio gost na SNV-ovom prijemu pred proslavu pravoslavnog Božića po julijanskom kalendaru. Dolazak premijera, njegov proeuropski govor naklonjen integriranju srpske zajednice i korištenje pozdrava Mir Božji, Hristos se rodi doživljeni su tada kao pozitivan šok za cijelu zemlju.
2006. godine SNV je osnovalo Arhiv Srba u Hrvatskoj kao tijelo koje prikuplja gradivo koje se odnosi na povijest Srba u Republici Hrvatskoj. U zajedničkoj organizaciji s kustoskim kolektivom WHW i uz podršku Zagrebačkog gradskog ureda za kulturu, Ministarstva kulture i Rosa Luxemburg fondacije, 2012. godine organizirana je izložba Spomenici u tranziciji. Rušenje spomenika NOB-e u Hrvatskoj.

### Povijest organizacije nakon ulaska Hrvatske u EU
Od travnja 2016. godine, zajedno sa židovskom zajednicom i organizacijama antifašista, SNV je zbog relativizacije i revitalizacije ustaštva u hrvatskom društvu započeo bojkot službene državne komemoracije u koncentracijskom logoru Jasenovac te su organizirane odvojene komemoracije predstavnika naroda žrtava i antifašističkih organizacija. Odvojenim komemoracijama prisustvovali su veleposlanici ili predstavnici veleposlanstava Izraela, SAD-a, Francuske, Norveške, Kanade, Njemačke, Austrije, Rusije, Ujedinjenog Kraljevstva, Australije i Srbije u Hrvatskoj što je protumačeno kao jasna poruka diplomatskog zbora. Udruge i pojedinci na političkoj radikalnoj desnici prosvjedovali su u prosincu 2016. pred zgradom SNV-a protiv odluke saborskog odbora za Ustav o uklanjanju ploče sa natpisom "Za dom spremni" iz Jasenovca uzvikujući ustaški pozdrav. SNV i druge organizacije prihvatile su ponovno sudjelovanje na službenoj državnoj komemoraciji tek 2020. godine uz ogradu da je povratak znak dobre volje prema vlastima i da povratak ne znači da će tamo biti i dogodine ako se odnos prema žrtvama Jasenovca ne popravi.
Treća Velika skupština SNV-a koja je 13. veljače 2018. godine održana u Koncertnoj dvorani Vatroslava Lisinskog zatražila je da se Zajedničkom vijeću općina i SNV-u formalno prizna status manjinske samouprave, u skladu s posebnim osnivačkim izvorištima, a koji bi bio pravno usporediv bar sa statusom bolnice ili fakulteti, a ne neformalnog udruženja općina. Vlada Republike Hrvatske odgovorila je na zahtjev kako vlada promiče uvažavanje i suradnju s nacionalnim manjinama ali i da Operativni programi za nacionalne manjine za razdoblje 2017.–2020. ne predviđaju promjenu pravnog statusa tijela srpske zajednice dok je predsjednica Kolinda Grabar-Kitarović istakla kako „svatko ima pravo postaviti zahtjev za ispunjenjem prava koja smatra važnima, tako i Srpsko narodno vijeće, a isto tako svatko ih ima pravo podržavati ili ne podržavati”.
Krajem ožujka 2018. u prostorijama SNV-a osnovano je i Sportsko rekreativno društvo Srba u Hrvatskoj usmjereno na promoviranje sportskih interesa srpske zajednice, organiziranu participaciju u radu Hrvatskog nogometnog saveza i Hrvatskog olimpijskog odbora te početak korištenja sredstava namijenjenih nacionalnim manjinama koja HNS dobiva od FIFA-e i UEFA-e.

### Razdoblje od početka 2020.
Dan nakon potresa kod Petrinje krajem prosinca 2020. godine SNV je pokrenuo akciju Banija je naša kuća vrijednu 6.812.414,39 kuna kojom je do ožujka 2021. godine pružena pomoć osobama i obiteljima na području Sisačko-moslavačke županije. Od ukupnog iznosa u novcu je prikupljeno 2.142.688,99 kuna kojima je osigurano 39 kontejnera za smještaj i 1300 paketa kao i pružanje pomoći udrugama kao što su pučka kuhinja Merhameta, Udruga slijepih SMŽ i Crveni križ SMŽ. Materijalne donacije u vrijednosti od 4.744.751,12 kuna uključivale su 86 kontejnera koje je donirala Srpska pravoslavna crkva, a 25 kontejnera Veleposlanstvo Srbije kao i građevinski materijal u vrijednosti od 688.801,44 kuna. Akcija je po okončanju prvog ciklusa od prosinca 2020. do kraja ožujka 2021. ponovno započela u kolovozu 2021.
U prosincu 2021. godine gradonačelnik Zagreba Tomislav Tomašević bio je prvi gradonačelnik na komemoraciji ubijenoj obitelji Zec koju su 30 godina nakon zločina organizirali SNV i Antifašistička liga Hrvatske.

## Dodjela nagrada i priznanja
Svake godine SNV na Božićnom prijemu dodjeljuje sljedeće nagrade (povelja i medalja):
- Nagrada Svetozar Pribićević - za doprinos unapređenju odnosa između Hrvata i Srba.
- Nagrada Nikola Tesla - za doprinos razvoju srpske zajednice u Republici Hrvatskoj.
- Nagrada Gojko Nikoliš - za afirmaciju antifašizma.
- Nagrada Dijana Budisavljević - za predanost humanosti.

### Popis dobitnika nagrade
| Godina | Dobitnici Nagrade Svetozar Pribićević                      |               |
| ------ | ---------------------------------------------------------- | ------------- |
| 2008.  | Zoran Pusić                                                |               |
| 2009.  | Drago Hedl                                                 |               |
| 2010.  | Igor Mandić                                                |               |
| 2011.  | Vesna Škare Ožbolt i Ivan Vrkić                            |               |
| 2012.  | Ivo Josipović i Boris Tadić                                |               |
| 2013.  | Josip Reihl-Kir1                                           |               |
| 2014.  | Milka Kučeković                                            |               |
| 2015.  | nagrada nije dodijeljena uz ocjenu da su odnosi nazadovali | [ 23 ]        |
| 2016.  | Ivan Horvat                                                | [ 24 ]        |
| 2017.  | Hrvoje Klasić                                              | [ 25 ] [ 26 ] |
| 2018.  | Miljenko Domljan                                           | [ 27 ]        |
| 2019.  | Krešo Beljak                                               | [ 28 ]        |
| 2020.  | Nikola Ivaniš                                              | [ 29 ]        |
| 2022.  | Veran Matić                                                | [ 30 ]        |

| Godina | Dobitnici Nagrade Nikola Tesla      |        |
| ------ | ----------------------------------- | ------ |
| 2009.  | Damir Kajin                         |        |
| 2010.  | Jovan Mirić                         |        |
| 2011.  | Vojislav Stanimirović               |        |
| 2012.  | Slobodan Uzelac i Miloš Vojnović1   |        |
| 2013.  | Tatjana Musić-Olujić                |        |
| 2014.  | Nataša Desnica Žerjavić             |        |
| 2015.  | Miodrag Milošević                   | [ 23 ] |
| 2016.  | Borivoj Dovniković                  | [ 24 ] |
| 2017.  | Novica Vučinić                      | [ 31 ] |
| 2018.  | Đorđe Knežević                      | [ 27 ] |
| 2019.  | Vladimir Fundak i Milorad Novaković | [ 32 ] |
| 2020.  | Nada Radović1                       | [ 29 ] |
| 2022.  | Božidar Simić                       | [ 30 ] |

| Godina | Dobitnici Nagrade Gojko Nikoliš |        |
| ------ | ------------------------------- | ------ |
| 2009.  | Đuro Zatezalo                   |        |
| 2010.  | Slavko Goldstein                |        |
| 2011.  | Nikola Visković                 |        |
| 2012.  | Josip Boljkovac i Rade Bulat    |        |
| 2013.  | Stjepan Mesić                   |        |
| 2014.  | Ivan Fumić                      |        |
| 2015.  | Adam Dupalo1 i Oliver Frljić    | [ 23 ] |
| 2017.  | Mještani naselja Srb            | [ 31 ] |
| 2019.  | Zoran Restović                  | [ 32 ] |
| 2020.  | Dragica Lovreković              | [ 29 ] |
| 2022.  | Vlado Orešković i Joso Obućina  | [ 30 ] |

| Godina | Dobitnici Nagrade Dijana Budisavljević |        |
| ------ | -------------------------------------- | ------ |
| 2011.  | Vesna Teršelić                         |        |
| 2012.  | Darinka Janjanin1                      |        |
| 2013.  | Mirjana Galo                           |        |
| 2014.  | Tonči Majić                            |        |
| 2015.  | Jovica Brkić                           | [ 23 ] |
| 2016.  | Ljiljana Gehrecke1                     | [ 24 ] |
| 2017.  | Mirta Trninić                          | [ 31 ] |
| 2018.  | Vladimir Juričić                       | [ 27 ] |
| 2019.  | Leposava Barać                         | [ 32 ] |
| 2020.  | Jelena Šantić1                         | [ 29 ] |
| 2022.  | Zaklada Solidarna i Saša Umićević      | [ 30 ] |

1 Nagrade su dobili postumno.

## Vanjske poveznice
- Srpsko narodno vijeće
- Službeni Twitter profil
- Službeni YouTube kanal
- Službena Facebook stranica